# Bagheera kiplingi
Nhện Kipling (Danh pháp khoa học: Bagheera kiplingi) là một loài nhện trong họ Salticidae. Chúng sinh sống ở vùng Trung Mỹ gồm: Mexico, Costa Rica và Guatemala.

## Tên gọi
Đây là loài nhện được đặt theo tên của nhà văn Rudyard Kipling. Tên chi của chúng xuất phát từ Bagheera, con báo đen trong tác phẩm: "Sách của rừng xanh" (The Jungle Book) của Kipling. 

## Đặc điểm
Đây là loài nhện duy nhất trên trái đất chỉ ăn thực vật. Loài nhện duy nhất "ăn chay" trên Trái đất được phát hiện vào đầu thế kỉ thứ 19. Chúng sống chủ yếu trên những cây keo và ăn một loại thực thể được gọi là Beltian trên cây, vốn chứa nhiều protein. Những con nhện Bagheera kiplingi đực thường giúp chăm sóc trứng và nhện con, một điều hoàn toàn chưa từng xảy ra trong thế giới loài nhện. Chúng là loài nhện nhanh nhẹn và có sức nhảy tốt.